# Cruces (Rincón)
Cruces es un barrio ubicado en el municipio de Rincón en el estado libre asociado de Puerto Rico. En el Censo de 2010 tenía una población de 1417 habitantes y una densidad poblacional de 366,69 personas por km².

## Geografía
Cruces se encuentra ubicado en las coordenadas 18°20′21″N 67°13′19″O / 18.33917, -67.22194. Según la Oficina del Censo de los Estados Unidos, Cruces tiene una superficie total de 3.86 km², que corresponden a tierra firme.

## Demografía
Según el censo de 2010, había 1417 personas residiendo en Cruces. La densidad de población era de 366,69 hab./km². De los 1417 habitantes, Cruces estaba compuesto por el 91.95% blancos, el 1.62% eran afroamericanos, el 0.07% eran amerindios, el 0.07% eran asiáticos, el 5.65% eran de otras razas y el 0.64% pertenecían a dos o más razas. Del total de la población el 98.38% eran hispanos o latinos de cualquier raza.